# Gustavo Balart
Gustavo Eddy Balart Marin (ur. 10 lutego 1987) – kubański zapaśnik w stylu klasycznym. Olimpijczyk z Londynu 2012, gdzie zajął ósme miejsce w kategorii 55 kg.
Dziesiąte miejsce na mistrzostwach świata w 2010. Pierwszy na igrzyskach panamerykańskich w 2011. Złoto mistrzostw panamerykańskich w 2009 i 2010. Drugi w Pucharze Świata w 2010 roku.